# Никольское (посёлок, Петровский район)
Никольское — посёлок Петровского района Тамбовской области. Входит в состав сельского поселения Петровский сельсовет.

## География
Посёлок расположен в 22,5 км по автодорогам к западу от райцентра, села Петровское, у границы с Липецкой областью.

## История
Посёлок Никольский основан в 1923 году, на тот момент принадлежал Бутырской волости Липецкого уезда Тамбовской губернии.
В 1926 году в нём было 99 дворов русских, 514 жителей (247 мужчин, 267 женщин).
До войны в посёлке Никольское насчитывалось 84 двора.
По сведениям карты 1989 года в посёлке было около 160 жителей.
В 2013 году Новоситовский сельсовет вместе с посёлком Никольское вошёл в состав Петровского сельсовета.

## Население
| 2010 |
| ---- |
| 30   |

В 2002 году население посёлка составляло 44 жителя, 100 % — русские.
В 2010 году — 30 жителей (9 мужчин, 21 женщина).

## Инфраструктура и улицы
В посёлке единственная улица — Берёзовая Роща.